# Neophasia menapia
Neophasia menapia là một loài bướm thuộc họ Pieridae. Loài này có ở miền tây USA và in miền nam British Columbia.
Nó hầu như có màu trắng với các vạch và viền đen. Tương tự như loài Neophasia terlooii nhưng phạm vi phân bố chỉ chồng lấn ở New Mexico.
Sải cánh dài 42 đến 50 mm.
Cây chủ gồm Pinus sp., Pseudotsuga taxifolia, Tsuga heterophylla, Abies balsamea, Abies grandis, và Picea sitchensis.